# Хедвиг Ангальтская
Хедвиг Ангальтская или Ядвига Ангальтская (нем. Hedwig von Anhalt, пол. Jadwiga anhalcka; ? — 21 декабря 1259) — немецкая принцесса из Ангальтского дома, княгиня Вроцлавская и Легницкая, первая жена князя Вроцлава и Легницы Болеслава II Рогатки (1220/1225 — 26/31 декабря 1278).

## Биография
Ядвига была дочерью первого князя Ангальта Генриха I и Ирмгарды Тюрингской, дочери ландграфа Тюрингии Германа I. В 1242 году она вышла замуж за князя Вроцлавского Болеслава II Рогатку. Супруги были родственниками в четвёртой степени. Это произошло за год до смерти бабки Болеслава, Ядвиги Силезской, впоследствии католической святой. В «Житие Святой Ядвиги» говорится, что она предсказала Хедвиг, что от мужа ей выпадет много зла.
Хедвиг Ангальтская умерла 21 декабря 1259 года и была похоронена в цистерцианском монастыре в Любёнже.

## Семья
У Хедвиг было четверо сыновей и две дочери:
- Агнешка (1243/1250 — 1265). Жена с 1260/1264 Ульриха I, графа Вюртемберг
- Генрих V Брюхатый/Толстый (1248/1249 — 1296), князь Яворский в 1273—1278, князь Легницкий 1278—1296 и Вроцлавский в 1290—1296. Также был князем Сцинавы 1290, Олесницы в 1290—1294, Намыслува 1290—1294, Свидницы и Зембицы в 1290—1291 годы. Муж с 1277 года Елизаветы, старшей дочери Болеслава Благочестивого, князя калишского.
- Ядвига (1250/1255 — после 1280). Жена с 1265/1273 года Конрада II, князя черского (из Мазовии)
- Болеслав I Суровый (1252/1256 — 1301). князь Яворский в 1278—1301, Свидницы и Зембицы в 1291—1301, Львувека в 1278—1281 и 1286—1301.
- Бернард Проворный (1253/1257 — 1286). Соправитель брата в Львувеке 1278—1286 и Яворе 1278—1281.
- Конрад (умер ребёнком).

Ряд исследователей считает, что её дочерью также является Катаржина (? — после 1270), другие — что она родилась во втором браке.